# Adapidae
Adapidae je čeleď vyhynulých pravých primátů z podřádu Adapiformes. Vyskytovala se v Evropě od pozdního eocénu do raného oligocénu.

## Popis
Čeleď adapidů zahrnuje několik rodů, z nichž je zřejmě nejznámějším a nejprostudovanějším rod Adapis (resp. druh Adapis parisiensis). Tento středně velký primát žil v pozdním eocénu na území dnešní Francie a roku 1822 se stal zásluhou Georgese Cuviera prvním vědecky popsaným fosilním primátem mimo člověka (ačkoli několik desítek let nebyl mezi primáty klasifikován). Adapis se vyznačoval nízkou, leč velmi širokou lebkou, menšími očnicemi a mozkovna byla v porovnání s moderními strepsirhinními primáty malá. Na lebkách větších jedinců lze pozorovat výrazné struktury jako šípový hřeben, což naznačuje, že patřily samcům. Zuby mají velmi dobře patrné střižné lišty, typické jsou i velmi zřetelné otisky žvýkacích svalů na čelistech. Adapis sdílel primitivní celkový zubní vzorec 2.1.4.3/2.1.4.3. Některé znaky postkraniálního skeletu se podobají znakům zástupců lorisiformních primátů.
Mezi menší adapidy lze řadit např. rody Microadapis a Cryptadapis. Mohutnějšími rody jsou naopak např. Leptadapis a Magnadapis. Šlo nejspíše o denní, listožravé primáty.

## Systematika a evoluce
Čeleď Adapidae zahrnuje podle primatologa Johna Fleagla následující rody: Adapis, Cryptadapis, Microadapis, Leptadapis, Palaeolemur, Magnadapis a Paradapis. Ve fosilním záznamu se celá skupina objevuje náhle na konci eocénu a krátce poté stejně rychle mizí. Jejich původ je sporný. Společný původ nejspíše adapidé sdílí s adapoidní čeledí Caenopithecidae (jež je někdy klasifikována přímo jako podčeleď adapidů), s oběma skupinami vykazují podobnosti někteří asijští adapoidi.